# Freies Radio

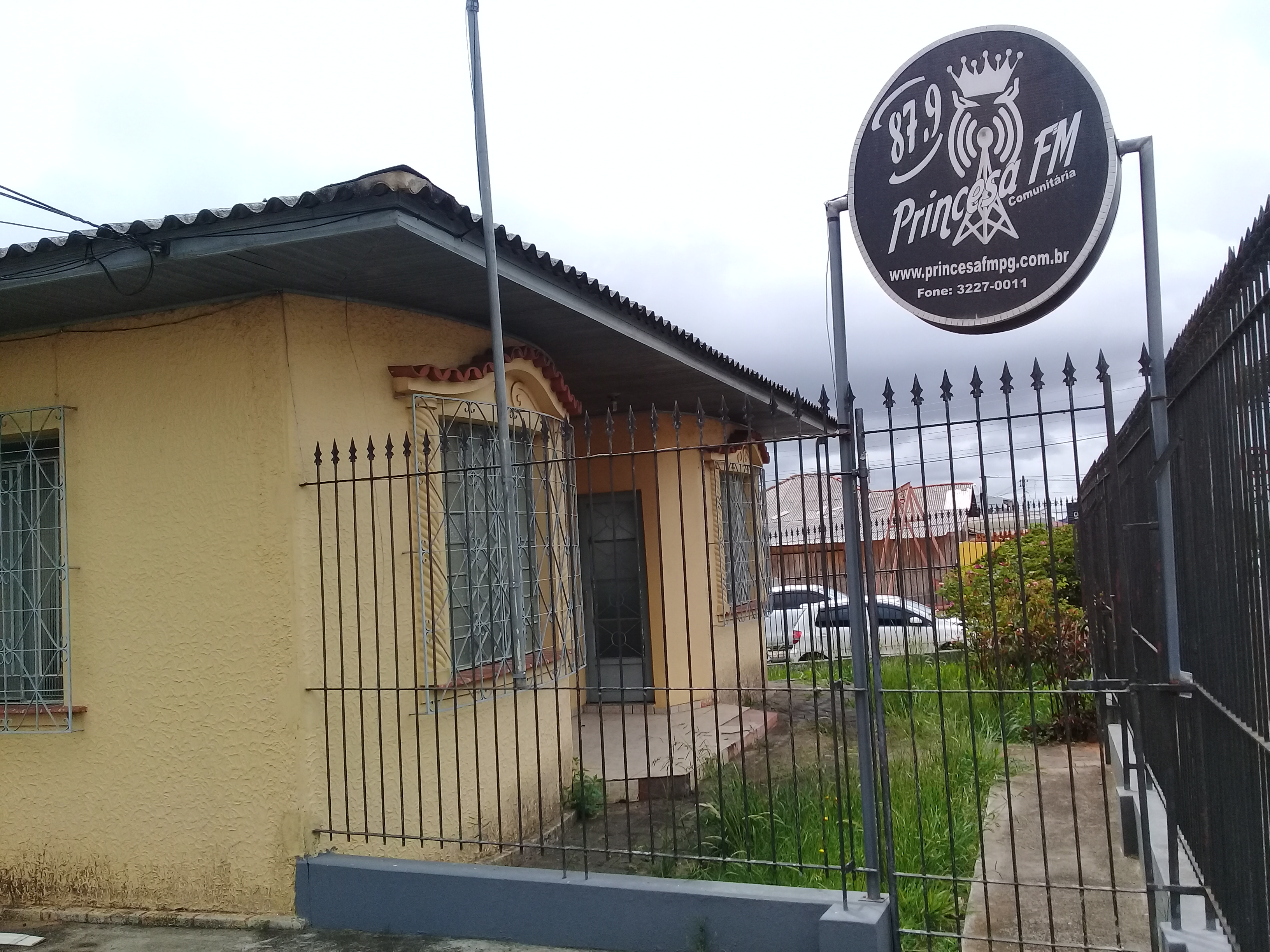
Princesa FM von Ponta Grossa, Südbrasilien, ein Beispiel für FR. Wie angegeben, beträgt die Frequenz 87,9 MHz, eine der häufigsten Abstimmungen, die für diese Art von Radio in diesem Land vorgesehen sind.

Freie Radios sind unabhängige (von staatlichem Einfluss, staatlicher Finanzierung und Finanzierung durch Werbung), selbstbestimmte, „offene“  Massenmedien (haben aber ein anderes Konzept als offene Kanäle), die nichtkommerziellen, basisdemokratischen Gesellschaftsrundfunk betreiben, der sich kritisch mit den bestehenden gesellschaftlichen Verhältnissen auseinandersetzt und nach eigener Aussage die freie Meinungsäußerung fördern soll.

## Geschichte
Freie Radios sind kollektiv und gesellschaftlich sowie oftmals gemeinnützig organisiert, nicht auf Profit ausgerichtet und lehnen die Finanzierung durch kommerzielle Werbung ab. Sie basieren auf dem Konzept Gegenöffentlichkeit. Sie verstehen sich als Kommunikationsmittel im lokalen und regionalen Raum und unterstützen die regionale Entwicklung.
Freie Radios sehen den nichtkommerziellen Lokalfunk, zu dem sie und die Offenen Kanäle (diese werden auch als Bürgerrundfunk bezeichnet) zählen, als dritte Säule in der Medienlandschaft neben den öffentlich-rechtlichen und kommerziell-privaten Rundfunkveranstaltern an. Als Vorläufer der Freien Radios gelten zum Teil politische Piratensender.
In Deutschland sind Freie Radios in zwölf Bundesländern aktiv und konnten in bisher sieben Ländern medienrechtliche Grundlagen für eigenständigen Hörfunk durchsetzen. In drei weiteren Bundesländern senden Freie Radioinitiativen in Offenen Kanälen bzw. im Bürgerfunk. Daneben gibt es mehrere Bürgerinitiativen, u. a. in Berlin, Brandenburg, Dresden und Konstanz, die sich dort für die Schaffung Freier Radios einsetzen.
In Österreich sind 13 und in der Schweiz 19 freie Radios aktiv.

## Abgrenzung
„Freies Radio“ ist die zutreffendste Entsprechung des englischen Begriffs Community Radio, auch wenn die Abgrenzung zwischen Freien Radios, Bürgerradios, Offene Kanäle und Aus- und Fortbildungsradios historisch bedingt in den meisten Ländern nicht deckungsgleich ist bzw. zwischen diesen Modellen nicht überall differenziert wird. In allen Ländern organisieren sich viele dieser Sender in den nationalen Vereinen Freier Radios.
In den USA, die lediglich privatrechtlichen Rundfunk kennen (und hier zwischen kommerziellen und nichtkommerziellen Sendern unterscheiden, letztere National Public Radio (NPR) genannt und aus öffentlichen Mitteln mit Förderrichtlinien unterstützt), lizenziert die Medienbehörde FCC als Community Radio nichtkommerzielle Lokalsender, die zumeist von Vereinen betrieben werden, mindestens 50 Prozent lokales Programm gestalten und sich von NPR-Sendern dadurch unterscheiden, dass sie über ein diversifizierteres Programm und eine geringe Anzahl Mitwirkender und finanzieller Unterstützung verfügen. Darunter fallen auch z. B. religiöse Sender, die aufgrund ihres Bekenntnisses keine Freien Radios sind. Andere Länder wie Indien sehen für diese Sender eine geringere inhaltliche Regulierung vor, dafür jedoch Auflagen bei der Sendestärke und der Masthöhe für die Sendeanlage (in Indien bis 50 Watt ERP und 30 Meter Höhe), wobei eine Kulturförderung hinzukommt und dafür Werbezeitenverkauf auf fünf Minuten pro Stunde beschränkt ist. Die Regeln wurden zuletzt 2006 neu geschaffen, nachdem ein richtungsweisendes Urteil aus dem Jahr 1995 Rundfunk als Gemeineigentum definierte und öffentlicher Zugang zu Sendemöglichkeiten erforderlich wurde („airwaves are public property“). In Neuseeland werden die ACAB-Sender (Association of Community Access Broadcasters) getrennt in Plattformbetreiber mit Produktions- und Sendeeinrichtungen und Bürgern als Inhalteanbieter. Das System entspricht dem Modell des Offenen Kanals.
Selbst innerhalb des deutschsprachigen Raums entwickelten sich differenzierte Modelle nichtkommerzieller Radiosender im Rahmen medienpolitischer Regulierungsprozesse. Während in Nordrhein-Westfalen zunächst kommerzielle Privatsender 15 Prozent Sendezeit nichtkommerziellen Bürgerradios zur Verfügung stellen mussten, wurden 2007 klassische Offene Kanäle geschaffen, wie sie in Rheinland-Pfalz seit Beginn des Privatfunks den Bürgern zur Verfügung stehen. In Bayern gibt es eigenständig von der BLM reguliert ausschließlich Aus- und Fortbildungskanäle, während freie Radios Lizenzen als reguläre private Programme benötigen. In Österreich gibt es überhaupt kein eigenständiges Modell, lediglich privatrechtliche Sender, teilweise mit öffentlicher Förderung wie z. B. Radio MORA (früher Radio OP) als Förderprojekt für Minderheitssprachen eines Gymnasiums oder aus dem Nichtkommerziellen Rundfunkfonds der KommAustria für Sendungen und Sendeschienen, Ausbildung und Studien.

## Interessenvertretung

### Schweiz
Die Union nicht-gewinnorientierter Lokalradios (UNIKOM) wurde 1983 als „Union nicht-kommerzorientierter Lokalradios“ gegründet. 2024 gründeten die mittlerweile aus der UNIKOM ausgetretenen Komplementärradios Radio X, RaBe, 3fach, Toxic.fm, Stadtfilter, RaSa und Kanal K den Verband „corall – allianz der komplementärradios“, welcher die Interessen der komplementären konzessionierten Radios mit Leistungsauftrag und Abgabenanteil vertritt.

### Österreich
Anfang der 1990er Jahre wurde der Vorläufer des  Verbands Freier Rundfunk Österreich (VFRÖ) gegründet. Im VFRÖ sind 15 Freie Radios und Radioinitiativen und zwei Fernsehstationen Mitglied. Über die Plattform Cultural Broadcasting Archive werden Audiobeiträge ausgetauscht.

### Deutschland
Im November 1993 wurde während einer Medientagung in Hattingen der Bundesverband Freier Radios (BFR) gegründet und hat seitdem (fast) jedes Jahr einen Kongress und ein Hörfestival („Hirn & Hertz“) veranstaltet. Neben diesen Veranstaltungen gab es immer wieder die Initiative zu einzelnen Projekten, für die weitere Treffen stattfanden. In Baden-Württemberg gibt es außerdem noch die Assoziation Freier Gesellschaftsfunk (AFF) als Landesverband Freier Radios.
Der Bundesverband Freier Radios vertritt die Interessen seiner Mitglieder nach außen. Nicht alle freien Radios sind Mitglied in dem Verband. Der BFR organisiert die gemeinsame Weiterentwicklung (medien)politischer Zielsetzungen freier Radios sowie von Programminhalten und Sendeformen. Er fördert den Informationsaustausch unter den Mitgliedsinitiativen sowie mit anderen Medienprojekten. Zudem betreibt der BFR eine Webseite für den Programmaustausch, dessen Beiträge auch als Podcast abonnierbar sind.

### International
Weltweiter Interessensverband von Freien Radios ist die Association mondiale des radiodiffuseurs communautaires (AMARC).

## Liste Freier Radios im deutschsprachigen Raum

### Schweiz
- Kanal K, Aarau
- Radio X, Basel
- backstageradio, Bern (aktiv bis 31. Dezember 2016[10])
- Radio Blind Power, Bern
- Radio RaBe, Bern
- toxic.fm, St. Gallen
- Radio Cité, Genf
- fréquence banane, Lausanne
- Radio 3fach, Luzern
- Radio RaSA, Schaffhausen
- Radio Kaiseregg, Tafers
- PowerUp, Trogen
- iischers radio, Brig-Glis (erster Kurzbetrieb 1989, seither sporadisch weitere Radiokurzveranstaltungen[11])
- Radio Stadtfilter, Winterthur (Dauerbetrieb ab Januar 2009)
- Jam On Radio, Zug
- Radio LoRa, Zürich
- Radio Vostok, Genf[12]

### Österreich

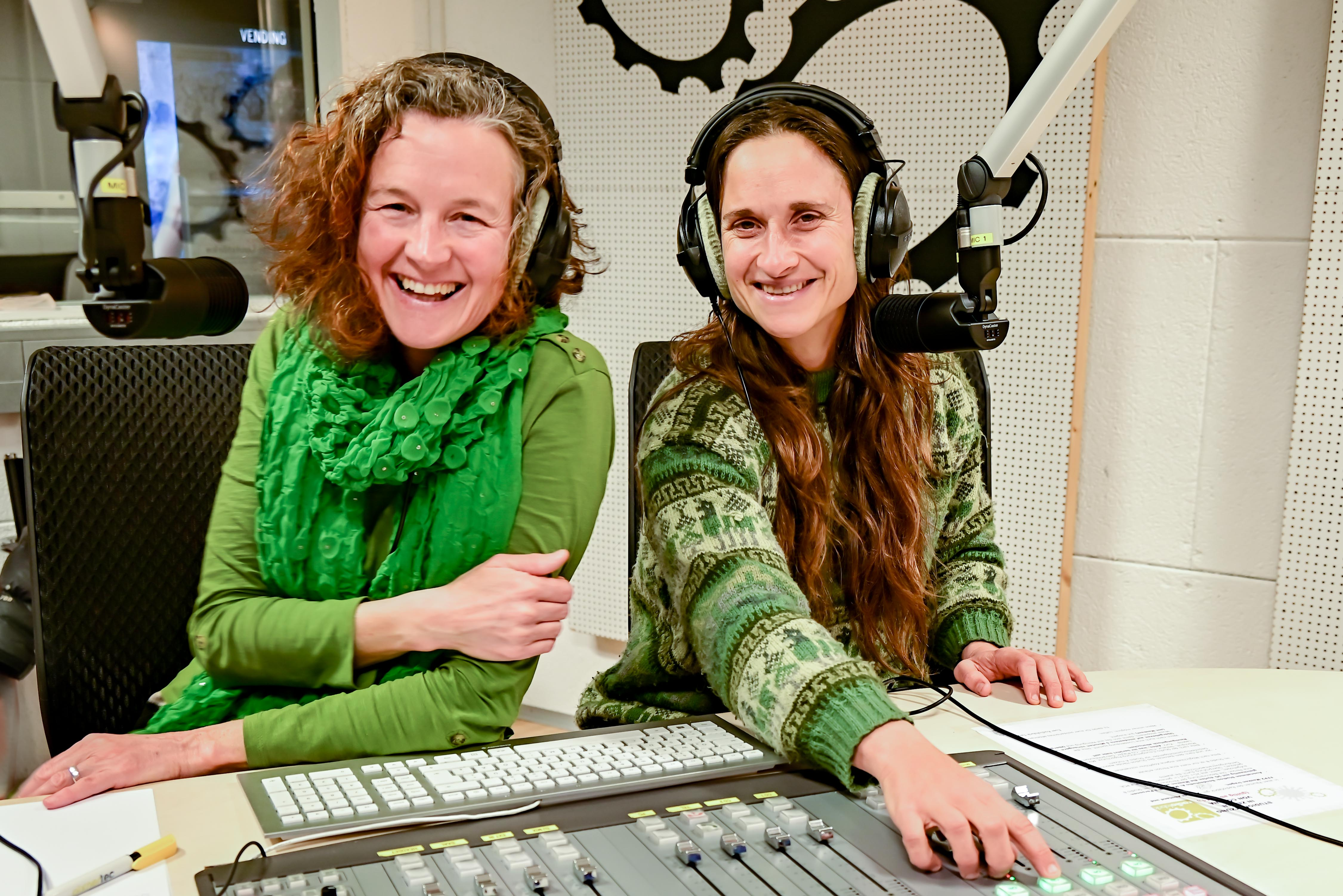
Radiomacherinnen in der Radiofabrik Salzburg

- Campus Radio St. Pölten, St. Pölten
- Freies Radio Innsbruck, Innsbruck
- Freequenns 100.8, Liezen
- Freies Radio B138, Kirchdorf an der Krems
- Freies Radio Salzkammergut, Bad Ischl
- FRO – Freier Rundfunk Oberösterreich, Linz
- FRF – Freies Radio Freistadt 107,1, Freistadt
- Radiofabrik 107,5, Salzburg
- Orange 94.0, Wien
- Radio Proton, Dornbirn
- Radio Helsinki, Graz
- Radio AGORA, Klagenfurt
- Radio MORA, Oberpullendorf
- Radio Ypsilon, Hollabrunn

### Deutschland

#### Baden-Württemberg
- Radio Dreyeckland, Freiburg – 102,3 MHz
- Freies Radio Freudenstadt, Horb – 89,2 MHz und Glatten 100,1 MHz
- Radio fips, Göppingen – 89,0 MHz
- Querfunk, Karlsruhe – 104,8 MHz (Geteilt mit dem Lernradio)
- Radio Wellenbrecher, Konstanz – Keine terrestrische Ausstrahlung
- Bermudafunk, Mannheim – 89,6 MHz und Heidelberg – 105,4 MHz
- Freies Radio Wiesental, Schopfheim – 104,5 MHz
- Radio StHörfunk, Schwäbisch Hall – 97,5 MHz und Crailsheim – 104,8 MHz
- Freies Radio für Stuttgart – 99,2 MHz
- Wüste Welle, Tübingen – 96,6 MHz
- Radio free FM, Ulm – 102,6 MHz

#### Bayern
- LORA München – 92,4 MHz
- Radio Z, Nürnberg – 95,8 MHz

#### Berlin-Brandenburg
- Pi Radio: Berlin – 88,4 MHz, Potsdam – 90,7 MHz
- Studio Ansage: Berlin – 88,4 MHz, Potsdam – 90,7 MHz
- Colaboradio: Berlin – 88,4 MHz, Potsdam – 90,7 MHz
- frrapó - Freies Radio Potsdam: Berlin – 88,4 MHz, Potsdam – 90,7 MHz

#### Hamburg
- Freies Sender Kombinat, Hamburg

#### Hessen
- Radar e. V. – Radio Darmstadt: Darmstadt – 103,4 MHz
- RundFunk Meißner (RFM): Eschwege – 99,7 MHz, Witzenhausen – 96,5 MHz
- Radio X: Frankfurt am Main – 91,8 MHz
- Freies Radio Kassel (FRK): Kassel – 105,8 MHz
- Radio Unerhört Marburg (RUM): Marburg – 90,1 MHz
- Radio Rüsselsheim: Rüsselsheim am Main – 90,9 MHz
- Radio RheinWelle 92,5: Wiesbaden – 92,5 MHz[13]

#### Mecklenburg-Vorpommern
- LOHRO, Rostock

#### Niedersachsen
- radio flora, Hannover Seit März 2010 nur noch im Internet zu hören.
- Radio Ostfriesland, Emden
- Radio Tonkuhle, Hildesheim

#### Sachsen
- Radio T, Chemnitz
- coloRadio, Dresden
- Radio Blau, Leipzig
- Rundfunk-Kombinat Sachsen, Leipzig (landesweit)
- Radio Zett, Zittau

#### Sachsen-Anhalt
- Radio Corax, Halle (Saale)

#### Schleswig-Holstein
- Freies Radio Neumünster
- Freie RadioCooperative Husum
- Lokalrundfunk Lübeck
- Radio Fratz (Freies Radio -Initiative Flensburg e. V.)

#### Thüringen
- Radio F.R.E.I., Erfurt
- Radio LOTTE, Weimar

### Deutschland
1. 1 2  Medienserver des Bundes Freier Radios (Programmaustausch, Podcasts)

### Österreich
1. 1 2  Freie Radios in Österreich
2. ↑  Cultural Broadcasting Archive (Programmaustausch, Podcasts)

### Schweiz
1. 1 2  Union nicht-gewinnorientierter Lokalradios (UNIKOM)
2. 1 2  corall - allianz der komplementärradios.

### International
1. ↑  AMARC – Freie Radios weltweit (Memento vom 9. November 2005 im Internet Archive)